# Georges Cadoudal
Georges Cadoudal (Kerléano-en-Brech, 1º gennaio 1771 – Parigi, 25 giugno 1804) è stato un generale francese, esponente di spicco della chouannerie.
Divenne celebre per aver architettato, nel dicembre 1800, l'attentato della rue Saint-Nicaise mirato ad assassinare Napoleone Bonaparte, ma che fallì determinando comunque la morte di vari civili e causando modesti danni. Il suo nome in Bretagna era sinonimo di resistenza, fino al martirio, al giacobinismo parigino. Il suo carisma e la sua intransigenza ne fecero un importante personaggio della controrivoluzione, sostenuto da una indefessa convinzione religiosa e monarchica. Irriducibile realista, voleva ad ogni costo riportare al trono i Borboni e l'antico regime, fingendo dopo le sconfitte di sottomettersi alla repubblica regicida.

## Biografia
Georges Cadoudal nacque il 1º gennaio 1771 nella fattoria di famiglia di Kerléano (allora frazione di Brech, oggi collegato a Auray), dove il padre era contadino o, più esattamente, mugnaio. Studiò nel collegio di Saint-Yves a Vannes, dove fu educato fra cattolicesimo e obbedienza al re, e divenne giovane di studio presso un notaio, incerto se dedicarsi alla carriera nella marina o prendere i voti in un ordine religioso. Nel 1788, quando scoppiò il conflitto tra il re ed i suoi parlamenti, si dichiarò apertamente a favore del Parlamento di Rennes. Fu inizialmente favorevole alla rivoluzione del 1789, ma passò poi all'opposizione dopo il voto sullo stato civile del clero nel 1791. Il 24 febbraio 1793, ad un mese appena dall'esecuzione capitale di Luigi XVI, la Convenzione decretò una leva obbligatoria di 300.000 uomini e, come molti altri bretoni, Georges rifiutò categoricamente la coscrizione imposta dai rivoluzionari di Parigi.
Alla comparsa della chouannerie, decise di arruolarsi immediatamente nell'armata guidata dal maggior generale Stofflet, nella quale si fece notare sia per la prodigiosa forza fisica che per la sua cultura generale e la sua intelligenza tattica. Non trascorse quindi molto tempo che fu promosso capo di squadrone nell'armata degli insorti. Il 19 marzo la Convenzione decretò la pena di morte per tutti gli insorti della Vandea. Dopo la disfatta delle armate vandeane a Savenay il 23 dicembre di quell'anno, Cadoudal, divenuto nel frattempo capitano di cavalleria nella grande armata cattolica e reale, sfuggì al disastro e tornò in Bretagna per organizzare la resistenza alle armate repubblicane nel Morbihan. Arrestato una prima volta ed imprigionato a Brest, riuscì ad evadere e raggiunse nuovamente le truppe degli insorti del Morbihan al comando di Sebastiano de la Haye de Silz, dal quale fu promosso capo di legione.
Coordinò la resistenza alla gendarmeria ed organizzò un'insurrezione nella città di Brest, ma fu arrestato con tutta la famiglia il 30 giugno 1794. La madre morì a seguito di questa detenzione. Un mese dopo fuggì ed entrò nella clandestinità. Nel 1795 era responsabile dei Chouan del Morbihan, che lottavano contro i repubblicani, ma teneva alla propria indipendenza dal conte Giuseppe di Pusiaye, che cercava di assumere il comando dell'intero movimento dei chouan. Oppostosi fortemente nella primavera del 1795 alla bozza di accordo di pace fra realisti e repubblicani continuò la guerra anche quando fu firmata la pace a La Mabilais il 23 aprile. Il 26 giugno un gruppo di qualche migliaio fra chouan, realisti emigrati e soldati inglesi, sbarcò nella baia di Carnac ma a Vannes vennero attaccati dalle truppe del generale Hoche, già preventivamente avvisato dello sbarco, e dovettero ripiegare nella penisola di Quiberon ove, assediati, capitolarono il 21 luglio: 748 di loro furono fucilati.
Il 16 agosto 1795 Cadoudal fu nominato maggior generale del Morbihan e unificò l'armata degli chouan e delle truppe di emigrati che erano cadute nella trappola di Quiberon. Il 16 giugno 1796 fu sconfitto, a causa l'inferiorità numerica, dal generale Hoche. Il 22 dello stesso mese fu conclusa la pace che metteva fine alla guerra civile nell'ovest della Francia. Nonostante egli avesse sottoscritto questo precario accordo di pace, si dedicò alla riorganizzazione sul piano politico della chouannerie, continuando a mantenere contatti con altri responsabili della controrivoluzione. Con il colpo di Stato del 18 fruttidoro (4 settembre 1797), la politica del Direttorio rianimò la chouannerie ed i movimenti controrivoluzionari, che usufruirono anche dell'aiuto materiale e finanziario dell'Inghilterra. Cadoudal divenne capo degli insorti della Bretagna occidentale e della raccolta delle armi provenienti dall'Inghilterra e nel 1798 Luigi XVIII gli affidò ufficialmente il comando in Bretagna. 
Attivamente ricercato dai gendarmi, fu per lungo tempo inafferrabile grazie ad una rete di nascondigli segreti. Dopo il colpo di Stato del 18 brumaio (9 novembre 1799), al contrario di numerosi capi chouan che decisero di accordarsi con il nuovo regime, Cadoudal rifiutò ogni compromesso e accentuò le sue azioni armate durante l'autunno-inverno 1799-1800, fino ad una nuova disfatta avvenuta a Pont-du-Lac che lo costrinse il 14 febbraio 1800 a firmare un accordo di pace con il generale Brune (castello di Beauregard, Saint-Avé de Morbihan), preludio ad una eventuale riconciliazione con il regime. Per questo motivo Napoleone Bonaparte, primo console, lo convocò a Parigi alcune settimane dopo offrendogli, nel corso di un incontro burrascoso, il grado di generale in cambio della sua resa. Rifiutata la proposta di Bonaparte, Cadoudal rientrò clandestinamente in Inghilterra ove incontrò il conte d'Artois che gli conferì il titolo di luogotenente generale delle armate del re di Francia. Rientrò quindi clandestinamente in patria per partecipare all'attentato la sera del 24 dicembre 1800, mirante all'uccisione del Primo Console.
La machine infernale, posta su una carretta all'incrocio di Rue Saint-Nicaise, consisteva in barili pieni di polvere esplosiva, pezzi di metallo e chiodi, muniti di una molla a scatto. L'attentato falli il bersaglio ma provocò una strage. Accerchiato dal generale Brune fece atto di sottomissione al Primo Console che gli propose il comando dell'armata dell'ovest ed una rendita, ma rifiutò la proposta. Lo scacco subito dalla cospirazione lo costrinse a rientrare in Inghilterra fino al 1803, quando tornò a Parigi per organizzare il complotto animato dal duca de Berry, cui furono associati i generali Pichegru e Moreau, mirante al rapimento ed all'eventuale uccisione del Primo Console, che fallì a causa dell'intervento della polizia segreta di Napoleone, che arrestò i principali cospiratori. Cadoudal fu arrestato il 25 marzo 1804 e negò di aver partecipato al complotto ma fu ugualmente processato e condannato alla decapitazione. Quando, il 18 maggio seguente, in risposta alle trame dei monarchici il Senato, prono ai voleri del Console, gli attribuisce il titolo di "Imperatore dei Francesi", Georges Cadoudal, in prigione, perfettamente cosciente di essere stato usato dalla propaganda di governo, rivolgendosi ai suoi compagni realisti commentò con caustica amarezza: «Signori, volevamo dare un re alla Francia, abbiamo fatto molto di più, le abbiamo dato un Imperatore!»
Cadoudal si rifiutò categoricamente, per principio, di presentare a Napoleone una domanda di grazia e quindi fu condannato alla ghigliottina il 25 giugno 1804. Il capo dei condannati chiese una deroga alla regola che vuole che il capo banda venga giustiziato per ultimo, affinché i suoi compagni non potessero dubitare del suo impegno e pensare che potesse accettare una grazia all'ultimo minuto. Si dice che, posto sulla piattaforma della ghigliottina, abbia gridato: «Moriamo per il nostro Dio e per il nostro Re», riprendendo così il motto degli insorti vandeani. Bonaparte chiamava Georges "il brigante". Si può supporre che il primo Console, in seguito Imperatore, che aveva sperato fino all'ultimo in un "ravvedimento" di Cadoudal, abbia conservato un certo risentimento nei suoi confronti, dato che non si oppose al fatto che i resti del cospiratore, invece di essere sepolti dopo la messa a morte, fossero recuperati a scopi "medici", essendo il suo scheletro esposto presso la facoltà di medicina durante tutto il Primo Impero. In realtà il corpo di Cadoudal venne inizialmente sepolto presso il vecchio Cimitero di Sainte-Catherine, in presenza di un pubblico ufficiale già presente durante la sua esecuzione sul patibolo. Nove anni più tardi, alla caduta di Napoleone, i resti di Cadoudal furono traslati ed inumati presso la Chiesa di Saint-Paul-Saint-Louis, nella cappella di Saint-Joseph. Il 30 aprile 1830, la salma venne nuovamente riesumata e trasportata nel paese natale di Cadoudal, ad Auray, senza essere inumata ma temporaneamente nascosta nella sacrestia della chiesa di Saint Gildas, per timore di un'eventuale profanazione dati gli eventi di luglio di quell'anno. La sepoltura finale avverrà, solennemente, nel luglio 1853 in un mausoleo ad Auray e durante la Restaurazione gli fu riconosciuto postumo il titolo di Maresciallo di Francia.